# Houssine Kharja
Houssine Kharja (Poissy, 9 de novembre de 1982) és un exfutbolista marroquí que jugava com a centrecampista. Va ser internacional amb la selecció de futbol del Marroc.

## Trajectòria

### Sporting CP, Ternana Calcio i AS Roma
Va començar la seva carrera com a juvenil al Paris SG, on hi va estar dos anys fins que l'Sporting CP el fa fitxar quan només tenía 18 anys, tot i que no va arribar a jugar cap partit amb l'equip portugués.
La temporada 2001-2002 va fitxar pel Ternana Calcio on hi va estar 4 anys, sent un dels jugadors més importants de l'equip jugant 119 partits i marcant 9 gols.
A la temporada 2005-2006 se'n va anar cedit a l'AS Roma on només va jugar 12 partits i va marcar 1 gol.

### Piacenza Football Club i Siena
Després del seu retorn al Ternana Calcio on no va jugar cap partit el Piacenza FC obté els seus servicis. Va jugar 17 partits i va marcar 2 gols.
Al mercat d'hivern de l'any 2008 se'n va cedit al Siena amb una opció de compra. En la segona part de la temporada va jugar 15 partits i va marcar 3 gols, al final de la temporada el seu equip va fer efectiva l'opció de compra que tenia estant una temporada més a l'equip. A la temporada 2008-2009 va jugar 36 partits i va marcar 5 gols.

### Genoa
Després de fer una bona temporada al Siena el Genoa es va interessar per ell i el va fitxar. A la seva primera temporada al Genoa va jugar 11 partits i va marcar quatre gols, un d'ells a la Lliga de Campions de la UEFA. A la seva segona temporada a l'equip va jugar 16 partits i va marcar 1 gol.

### Inter de Milà
Al mercat d'hivern de l'any 2011 Kharja se'n va cedit a l'Inter de Milà. Al final de temporada, hi va aconseguir el seu primer títol la Coppa Italia, va jugar 20 partits com a neroazzurri i hi va marcar dos gols.

### Fiorentina ACF
A la temporada 2011-2012 va fitxar per l'ACF Fiorentina.

## Internacional
Amb la selecció de futbol del Marroc ha jugat 65 partits i ha marcat 9 gols.
Va ser el màxim golejador de la Copa d'Àfrica de Nacions 2012, tot i que la seva selecció no va passar de la primera ronda.